# L-xilulosio reduttasi
La L-xilulosio reduttasi è un enzima appartenente alla classe delle ossidoreduttasi, che catalizza la seguente reazione:
xilitolo + NADP+ ⇄ L-xilulosio + NADPH + H+